# Stanka Setnikar Cankar
Stanka Setnikar Cankar (ur. 10 stycznia 1953 w Lublanie) – słoweńska polityk, ekonomistka i nauczycielka akademicka, w latach 2014–2015 minister edukacji, nauki i sportu.

## Życiorys
Ukończyła w 1976 studia ekonomiczne na Uniwersytecie Lublańskim. Na tej samej uczelni uzyskała magisterium (1982) i doktorat (1993) z ekonomii. Zawodowo związana z macierzystym uniwersytetem, od 2004 na stanowisku profesora. Doprowadziła do przekształcenia wyższej szkoły administracji w wydział administracji Uniwersytetu Lublańskiego, pełniła w nim funkcje dziekana i prodziekana (ds. studenckich oraz ds. współpracy międzynarodowej). Należała do zarządu NISPAcee, sieci instytutów i szkół administracji publicznej w Europie Środkowo-Wschodniej.
Zaangażowała się w działalność polityczną w ramach Partii Mira Cerara. 18 września 2014 powołana na stanowisko ministra edukacji, nauki i sportu w rządzie Mira Cerara (z rekomendacji partii premiera). Zrezygnowała z funkcji w marcu 2015 po ujawnieniu wysokich premii, które przez wiele lat otrzymywała podczas pracy na uczelni.